# Live at the L.A. Troubadour
Albums de Fairport Convention
Gottle O'Geer
(1976) The Bonny Bunch of Roses
(1977)
Live at the L.A. Troubadour est le deuxième album en concert du groupe de folk rock britannique Fairport Convention. Il est sorti en 1977 sur le label Island Records.
Sept des huit morceaux qu'il contient proviennent des concerts donnés au Troubadour de Los Angeles en septembre 1970, pendant la tournée de promotion de l'album Full House. L'exception est Poor Will and the Jolly Hangman, une chute des séances d'enregistrement de Full House avec une nouvelle piste vocale enregistrée par Richard et Linda Thompson en mars 1975.
L'album est réédité en 1986 par Hannibal Records (en) sous le titre House Full: Fairport Convention Live In L.A. 1970. Cette version ne reprend pas Poor Will and the Jolly Hangman et deux des chansons enregistrées au Troubadour, auxquelles elle substitue d'autres morceaux, tandis que certains de ceux qui sont communs aux deux versions y figurent sous une forme remasterisée ou remixée.
Island Records publie une troisième version de l'album en 2001 sous le titre House Full: Live at the LA Troubadour. Elle reprend le contenu de l'album de 1986 et y ajoute les deux morceaux de l'album de 1977 qui n'y figuraient pas.

## Fiche technique

### Chansons

#### Album original
| 1. | Toss the Feathers               | traditionnel arrangé par Fairport Convention | 3:49 |
| 2. | Matty Groves                    | traditionnel arrangé par Fairport Convention | 8:42 |
| 3. | Bonnie Kate                     | traditionnel arrangé par Fairport Convention | 4:52 |
| 4. | Poor Will and the Jolly Hangman | Richard Thompson, Dave Swarbrick (en)        | 5:23 |

| 5. | Sloth                        | Richard Thompson, Dave Swarbrick                     | 11:43 |
| 6. | Banks of the Sweet Primroses | traditionnel arrangé par Fairport Convention         | 3:58  |
| 7. | Mason's Apron                | traditionnel arrangé par Fairport Convention         | 6:14  |
| 8. | Yellow Bird                  | Marilyn Keith, Alan Bergman (en), Norman Luboff (en) | 2:11  |

#### Rééditions
L'album de 1986 comprend huit morceaux. Toss the Feathers y est rebaptisée The Lark in the Morning Medley.
| 1. | Sir Patrick Spens              | traditionnel arrangé par Fairport Convention | 3:06  |
| 2. | Banks of the Sweet Primroses   | traditionnel arrangé par Fairport Convention | 4:28  |
| 3. | The Lark in the Morning Medley | traditionnel arrangé par Fairport Convention | 3:46  |
| 4. | Sloth                          | Richard Thompson, Dave Swarbrick             | 11:56 |

| 5. | Staines Morris      | traditionnel arrangé par Fairport Convention | 3:52 |
| 6. | Matty Groves        | traditionnel arrangé par Fairport Convention | 8:42 |
| 7. | The Mason's Apron   | traditionnel arrangé par Fairport Convention | 4:36 |
| 8. | Battle of the Somme | Pipe Major Robertson                         | 5:02 |

L'album de 2001 comprend dix morceaux.
| 1.  | Sir Patrick Spens                    | traditionnel arrangé par Fairport Convention | 3:28  |
| 2.  | Banks of the Sweet Primroses         | traditionnel arrangé par Fairport Convention | 4:38  |
| 3.  | The Lark in the Morning Medley       | traditionnel arrangé par Fairport Convention | 3:54  |
| 4.  | Sloth                                | Richard Thompson, Dave Swarbrick             | 12:18 |
| 5.  | Staines Morris                       | traditionnel arrangé par Fairport Convention | 3:45  |
| 6.  | Matty Groves                         | traditionnel arrangé par Fairport Convention | 8:44  |
| 7.  | Jenny's Chickens / The Mason's Apron | traditionnel arrangé par Fairport Convention | 4:42  |
| 8.  | Battle of the Somme                  | Pipe Major Robertson                         | 5:01  |
| 9.  | Bonnie Kate / Sir B. McKenzies       | traditionnel arrangé par Fairport Convention | 4:56  |
| 10. | Yellow Bird                          | Marilyn Keith, Alan Bergman, Norman Luboff   | 2:18  |

### Musiciens
- Richard Thompson : chant, guitare électrique
- Dave Swarbrick (en) : chant, violon, alto
- Simon Nicol (en) : chant, guitare rythmique, mandoline, dulcimer électrique
- Dave Pegg : chant, basse
- Dave Mattacks : batterie, percussions

### Équipe de production
- Joe Boyd : producteur
- John Wood (en) : producteur, ingénieur du son